# جون بایندر وایس
جون بایندر وایس (انگلیسی: Joan Binder Weiss) فیلم‌نامه‌نویس و تهیه‌کننده تلویزیونی اهل ایالات متحده آمریکا است.
از فیلم‌ها یا مجموعه‌های تلویزیونی که وی در آن‌ها نقش داشته‌است، می‌توان به دختران گیلمور اشاره نمود.